# Model de color RGB
El model de color RGB és un model de color additiu que fa referència a la composició del color en termes de les intensitats dels colors primaris amb què es forma: vermell, verd i blau —que formen l'acrònim anglès (Red, Green, Blue). És un model de color basat en la síntesi additiva, amb la qual és possible de representar un color mitjançant la barreja per addició dels tres colors llum primaris. Cal remarcar que el model de color RGB no defineix per si mateix què significa exactament "vermell", "verd" o "blau"; un mateix valor RGB pot mostrar colors notablement diferents en diversos dispositius que emprin aquest model de color. Encara que utilitzin un mateix model de color, els seus espais de color poden variar considerablement.
Per a indicar amb quina proporció es barreja cada color, s'assigna un valor a cadascun dels colors primaris, de manera que el valor 0 significa que no intervé en la barreja. Com més gran sigui aquest valor s'entén que aporta més intensitat a la barreja. Encara que l'interval de valors podria ser qualsevol (valors reals entre 0 i 1, valors sencers entre 0 i 37, etc.), és força freqüent que cada color primari es codifiqui amb un byte (8 bits). Així doncs, de manera estandarditzada, la intensitat amb què lluu cada component es mesura segons una escala que oscil·la entre el 0 i el 255.

Cub RGB

Per tant, el vermell és (255, 0, 0), el verd és (0, 255, 0) i el blau (0, 0, 255). L'absència de color -el que impròpiament anomenem color negre- és (0, 0, 0). La combinació de dos colors amb valor 255 amb el tercer amb valor 0 dona lloc a tres colors intermedis: el groc (255, 255, 0), el turquesa (0, 255, 255) i el magenta (255, 0, 255). I, finalment, el blanc està format pels tres colors primaris amb valor màxim, (255, 255, 255).
El conjunt de tots els colors es pot representar en forma de cub; cada color és un punt de la superfície o de l'interior d'aquest cub. L'escala de grisos és la diagonal que uneix el blanc i el negre.

## El color a les pantalles d'ordinador
A les pantalles d'ordinador la sensació de color es produeix per mescla additiva de vermell, verd i blau. Hi ha una sèrie de punts minúsculs anomenats píxels; cada píxel és en realitat un conjunt de tres punts, un de vermell, un de verd i un de blau, que brillen cada un amb una determinada intensitat.
Inicialment, la limitació en la profunditat de color de la majoria dels monitors va conduir a una gamma de 216 colors, definits pel cub de color. No obstant això, amb la irrupció dels monitors de 24 bits, va ser possible l'ús de 16.7 milions de colors de l'espai de color HTML RGB. La gamma de colors de la web consisteix en 216 combinacions del vermell, del verd i del blau on cada color pot prendre un entre sis valors (en hexadecimal): #00, #33, #,66, #99, #CC, #FF. Recordem que {\displaystyle 6^{3}=216}. Aquests valors en decimal són: 0, 51, 102, 153, 204, 255 que corresponen als valors d'intensitat: 0%, 20%, 40%, 60%, 80%, 100%. Això és ideal per a dividir els 216 colors en un cub de dimensió 6.
Es procura que els píxels siguin d'un color com més saturat millor, però mai no es tracta d'un color absolutament pur. Per tant, la producció dels colors amb aquest sistema té una doble limitació:
- La derivada del funcionament de les mescles additives: només podem obtenir els colors interiors al triangle format per les tres fonts lluminoses.[7]
- La derivada del fet que els colors primaris usats no són absolutament monocromàtics.
- A més, les diverses pantalles no són exactament iguals, i a sobre els usuaris en poden variar determinats paràmetres.

Això comporta que les codificacions dels colors destinades a les pantalles s'han d'interpretar com descripcions relatives, i cal donar-hi per sobreentesa la precisió d'acord amb les característiques de la pantalla.

## Codificació hexadecimal del color

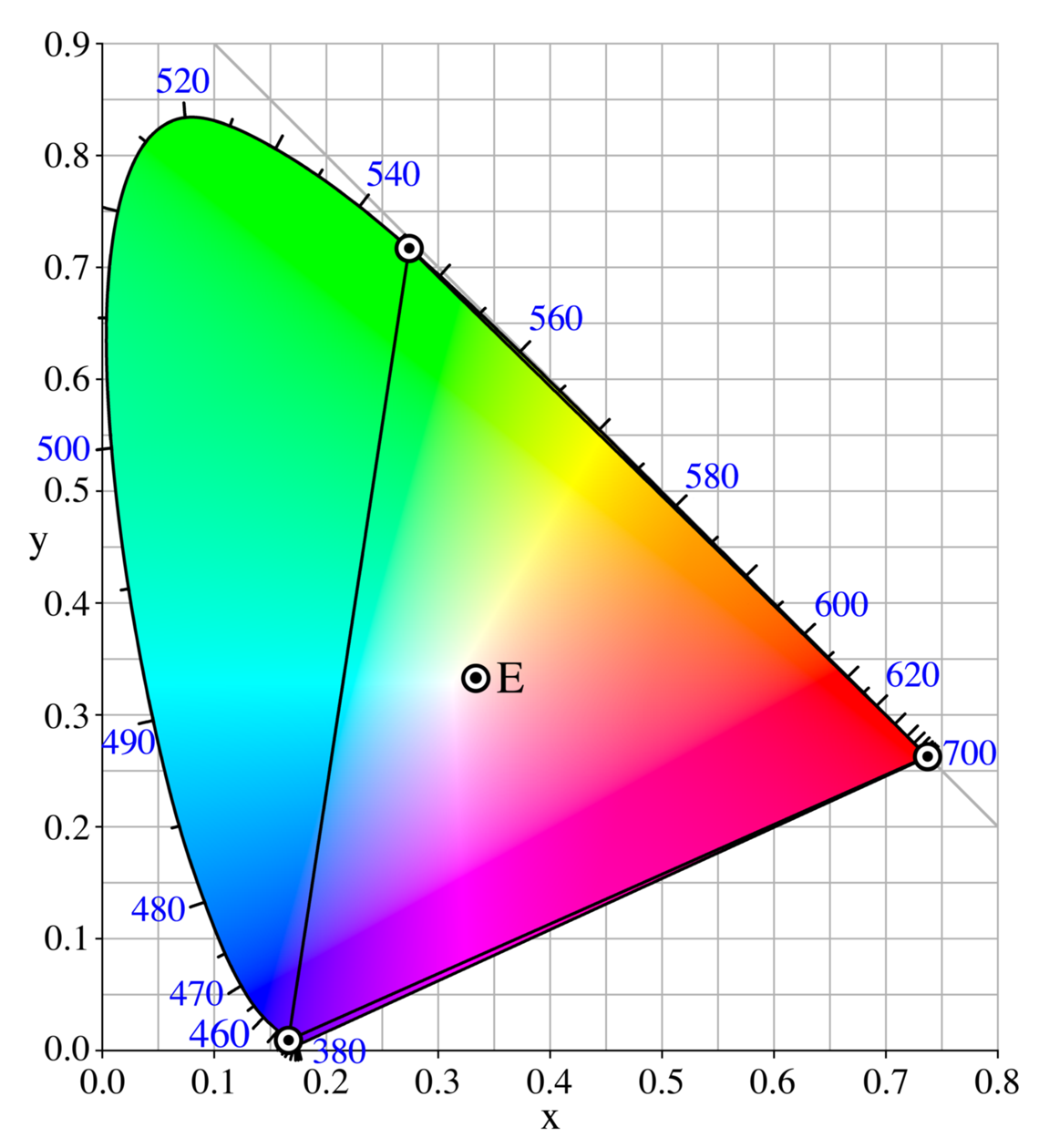
Colors de la CIE

La codificació hexadecimal del color permet expressar fàcilment un color concret de l'escala RGB, utilitzant la notació hexadecimal. És molt utilitzada en el llenguatge HTML i JavaScript.
Aquest sistema utilitza la combinació de tres codis de dos dígits per a expressar les diferents intensitats dels colors primaris RGB (Red, Green, Blue, vermell, verd i blau).
| Negre | #000000 | Els tres canals estan al mínim 00, 00 i 00 |
| Blanc | #FFFFFF | Els tres canals estan al màxim FF, FF i FF |

En el sistema de numeració hexadecimal, a més dels nombres del 0 al 9 s'usen sis lletres (indistintament majúscules o minúscules) amb un valor numèric equivalent; A=10, B=11, C=12, D=13, E=14 i F=15. La correspondència entre la numeració hexadecimal i la decimal o ordinària la dona la fórmula següent:
valor decimal = primer dígit hexadecimal x 16 + segon dígit hexadecimal
La intensitat màxima és FF, que correspon a {\displaystyle 15\times 16+15=255} en decimal, i la nul·la és 00, que equival a 0 en decimal. D'aquesta manera qualsevol color queda definit per tres parells de dígits hexadecimals.
| Vermell | #ff0000 | El canal del vermell està al màxim i els altres dos al mínim |
| Verd    | #00ff00 | El canal del verd està al màxim i els altres dos al mínim    |
| Blau    | #0000ff | El canal del blau està al màxim i els altres dos al mínim    |

| Groc      | #ffff00 | Els canals del vermell i del verd estan al màxim |
| Turquesa  | #00ffff | Els canals del blau i del verd estan al màxim    |
| Magenta   | #ff00ff | Els canals del vermell i del blau estan al màxim |
| Gris clar | #D0D0D0 | Els tres canals tenen la mateixa intensitat      |
| Gris fosc | #5e5e5e | Els tres canals tenen la mateixa intensitat      |

A partir d'aquí es pot fer qualsevol combinació dels tres colors.
| Color  | Hexadecimal | Color | Hexadecimal | Color  | Hexadecimal | Color   | Hexadecimal |
| ------ | ----------- | ----- | ----------- | ------ | ----------- | ------- | ----------- |
| aqua   | #00ffff     | black | #000000     | blue   | #0000ff     | fuchsia | #ff00ff     |
| gray   | #808080     | green | #008000     | lime   | #00ff00     | maroon  | #800000     |
| navy   | #000080     | olive | #808000     | purple | #800080     | red     | #ff0000     |
| silver | #c0c0c0     | teal  | #008080     | white  | #ffffff     | yellow  | #ffff00     |

### Els colors més saturats i els més lluminosos

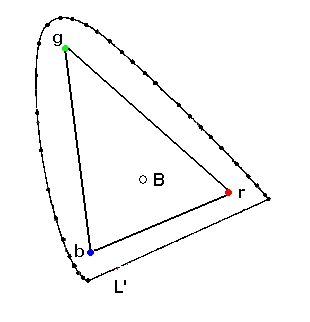
esquema CIE

Suposem tres fonts lluminoses, r, g i b, de les característiques indicades al gràfic adjunt:
Qualsevol color que es pugui obtenir amb aquests tres colors primaris tindrà la forma
(ir, ig, ib)
on ir, ig i ib són els coeficients de les intensitats corresponents a cada color primari.
Si situem al gràfic els colors obtinguts tindrem que:
- Si dos dels coeficients són nuls, el color se situa al vèrtex corresponent al color de coeficient no nul.
- Si un coeficient és nul, el color se situa en un dels costats del triangle: el conjunt de tots aquests són els colors més saturats.
- Si cap dels coeficients és nul, el color se situa en un punt de l'interior, tant més proper al blanc com més semblants siguin els tres coeficients.

En representar combinacions de tres valors independents en un diagrama que només en té dues, resulta que a cada punt del diagrama li correspon tota una família de colors. Per exemple, els colors següents, tenen les mateixes proporcions de vermell, de verd i de blau i, per tant, els correspon el mateix punt del gràfic. Es diferencien només per la intensitat.
| 100, 50, 0  | #643200 | Marró fosc |
| 200, 100, 0 | #c86400 | Marró      |
| 150, 75, 0  | #964b00 | Marró clar |

Si les intensitats ir, ig, ib tenen un límit superior (255), la condició necessària i suficient per a que un color sigui el més intens de la família (és a dir, dels representats pel mateix punt) és que almenys un dels coeficients sigui 255.
Els colors que alhora presenten la màxima saturació i la màxima lluminositat són els que reuneixen els dos requisits: almenys un dels coeficients és 255 i almenys un dels coeficients és 0. D'aquí es dedueix que els colors més saturats i més lluminosos segueixen la seqüència següent:
| - (0, 0, 0) és negre - (255, 255, 255) és blanc - (255, 0, 0) és vermell - (0, 255, 0) és verd - (0, 0, 255) és blau - (255, 255, 0) és groc - (0, 255, 255) és turquesa - (255, 0, 255) és magenta | groc (255,255,0)  | verd (0,255,0)    | turquesa (0,255,255) |
| - (0, 0, 0) és negre - (255, 255, 255) és blanc - (255, 0, 0) és vermell - (0, 255, 0) és verd - (0, 0, 255) és blau - (255, 255, 0) és groc - (0, 255, 255) és turquesa - (255, 0, 255) és magenta | vermell (255,0,0) |                   | blau (0,0,255)       |
| - (0, 0, 0) és negre - (255, 255, 255) és blanc - (255, 0, 0) és vermell - (0, 255, 0) és verd - (0, 0, 255) és blau - (255, 255, 0) és groc - (0, 255, 255) és turquesa - (255, 0, 255) és magenta |                   | vermell (255,0,0) | magenta (255,0,255)  |

## Percepció i sensació de color
Els nostres ulls tenen dos tipus de cèl·lules sensibles a la llum: els cons i els bastons. Els cons són els encarregats d'aportar la informació del color. Per a conèixer com percebem un color, hem de tenir en compte que existeixen tres cons amb respostes freqüencials diferents, i que tenen màxima sensibilitat amb els colors que formen la terna RGB, vermell, verd i blau. Mentre que els cons que reben informació del verd i el vermell tenen una corba de sensibilitat similar, la resposta al color blau és unes 20 vegades inferior. Aquest fet l'aprofiten alguns sistemes de codificació d'imatges i vídeo, com el JPEG o el MPEG, "perdent" de manera conscient més informació de la component blava, ja que els nostres ulls no percebran aquesta pèrdua.
La sensació de color es pot definir com la resposta de cadascuna de les corbes de sensibilitat a l'espectre radiat per l'objecte observat. D'aquesta manera obtenim tres respostes diferents, una per cada color. El fet que la sensació de color s'obtingui d'aquesta manera, fa que dos objectes observats, amb diferent espectre radiat, puguin produir la mateixa sensació. I en aquesta limitació de la visió humana es basa el model de síntesi del color mitjançant el qual podem obtenir a partir dels estímuls visuals estudiats i amb una barreja dels tres colors primaris, el color d'un objecte amb un espectre determinat.

## Senyal de luminància
La sensació de lluminositat ve donada per la luminància d'un objecte, podent produir dos objectes amb diferents tonalitats de color la mateixa sensació lumínica. El senyal de luminància és la quantificació d'aquesta sensació de lluentor. Per mantenir la compatibilitat entre les imatges en blanc i negre i les imatges en color, els sistemes de televisió actuals (PAL, NTSC, SECAM) transmeten tres informacions: la luminància i dos senyals diferència de color. D'aquesta manera, els antics models en blanc i negre poden obviar la informació relativa al color, i reproduir només la luminància, és a dir, la lluentor de cada píxel aplicat a una imatge en blanc i negre. I les televisions en color obtenen la informació de les tres components RGB a partir d'una matriu que relaciona cada component amb un dels senyals diferència de color. Per cada un dels sistemes de televisió, es transmeten de diferent manera, motiu pel qual podem tenir problemes en reproduir un senyal codificat en NTSC en un sistema de reproducció PAL.